# Calcio a 5 ai giochi asiatici indoor e di arti marziali
I giochi asiatici indoor e di arti marziali includono fin dalla prima edizione (2005) un torneo maschile e uno femminile di calcio a 5.

## Edizioni

### Maschile
| Anno | Ospitante |           | Finale              | Finale     | Finale      |                     | Finale terzo posto | Finale terzo posto | Finale terzo posto |
| Anno | Ospitante | Vincitore | Risultato           | Finalista  | Terzo posto | Risultato           | Quarto posto       |                    |                    |
| 2005 | Bangkok   | Iran      | 3–0                 | Thailandia | Uzbekistan  | 4–2                 | Cina               |                    |                    |
| 2007 | Macao     | Iran      | 7–4                 | Thailandia | Uzbekistan  | 3–2                 | Cina               |                    |                    |
| 2009 | Hanoi     | Iran      | 3–3 (dts) (5-4 dtr) | Thailandia | Uzbekistan  | 2–0                 | Turkmenistan       |                    |                    |
| 2013 | Incheon   | Iran      | 5–2                 | Giappone   | Thailandia  | 9–6                 | Kuwait             |                    |                    |
| 2017 | Aşgabat   | Iran      | 7–1                 | Uzbekistan | Giappone    | 1–1 (dts) (3-1 dtr) | Afghanistan        |                    |                    |

### Femminile
| Anno | Ospitante |            | Finale              | Finale     | Finale      |           | Finale terzo posto | Finale terzo posto | Finale terzo posto |
| Anno | Ospitante | Vincitore  | Risultato           | Finalista  | Terzo posto | Risultato | Quarto posto       |                    |                    |
| 2005 | Bangkok   | Uzbekistan | 5–4                 | Thailandia | Giordania   | 9–3       | Filippine          |                    |                    |
| 2007 | Macao     | Giappone   | 2–2 (dts) (3-1 dtr) | Thailandia | Uzbekistan  | 2–1 (dts) | Vietnam            |                    |                    |
| 2009 | Hanoi     | Giappone   | 5–0                 | Giordania  | Thailandia  | 5–4       | Iran               |                    |                    |
| 2013 | Incheon   | Giappone   | 2–1 (dts)           | Iran       | Thailandia  | 5–1       | Indonesia          |                    |                    |
| 2017 | Aşgabat   | Thailandia | 3–1                 | Giappone   | Iran        | 5–1       | Cina               |                    |                    |